# Kate Mulgrew

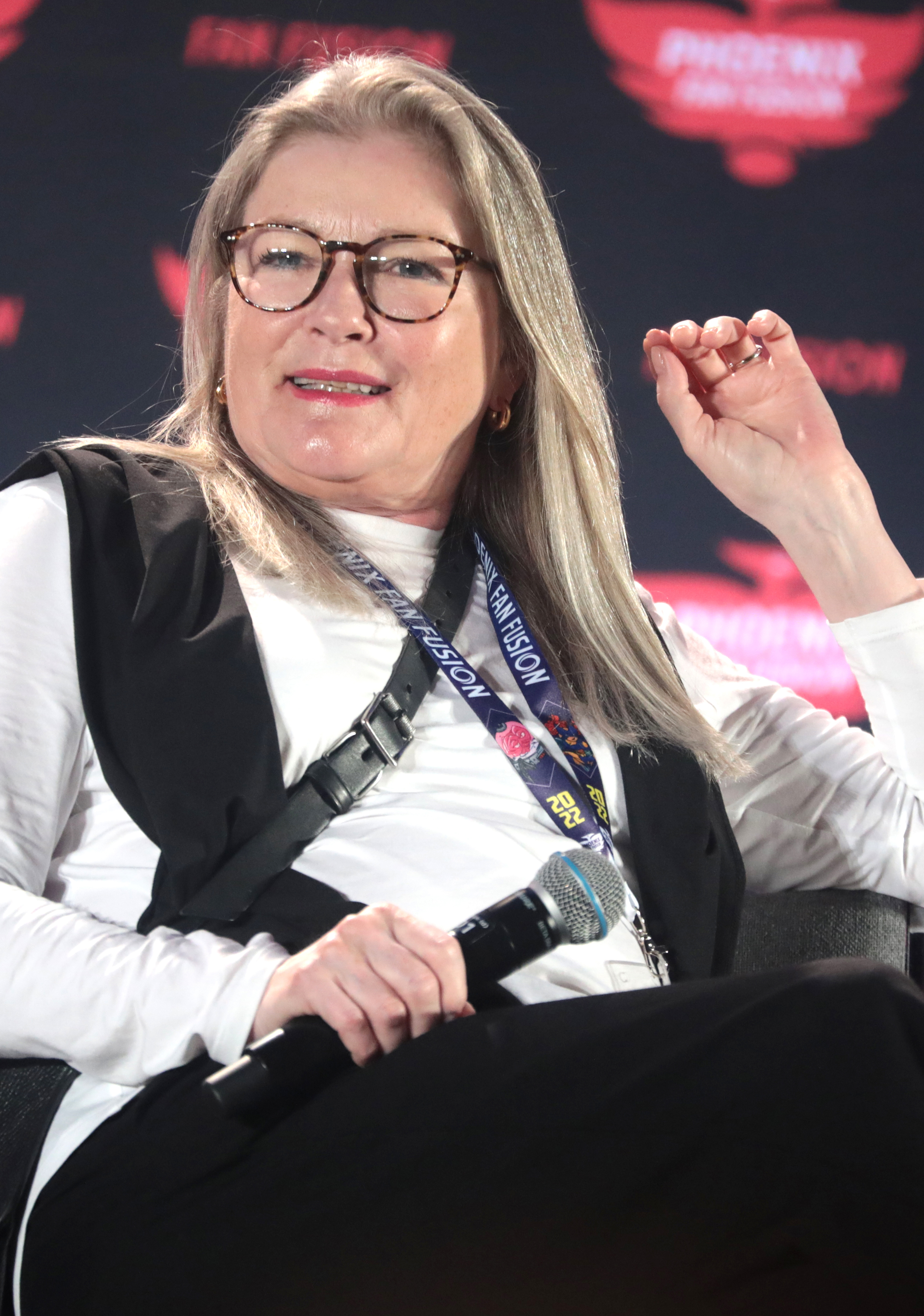
Kate Mulgrew, 2022

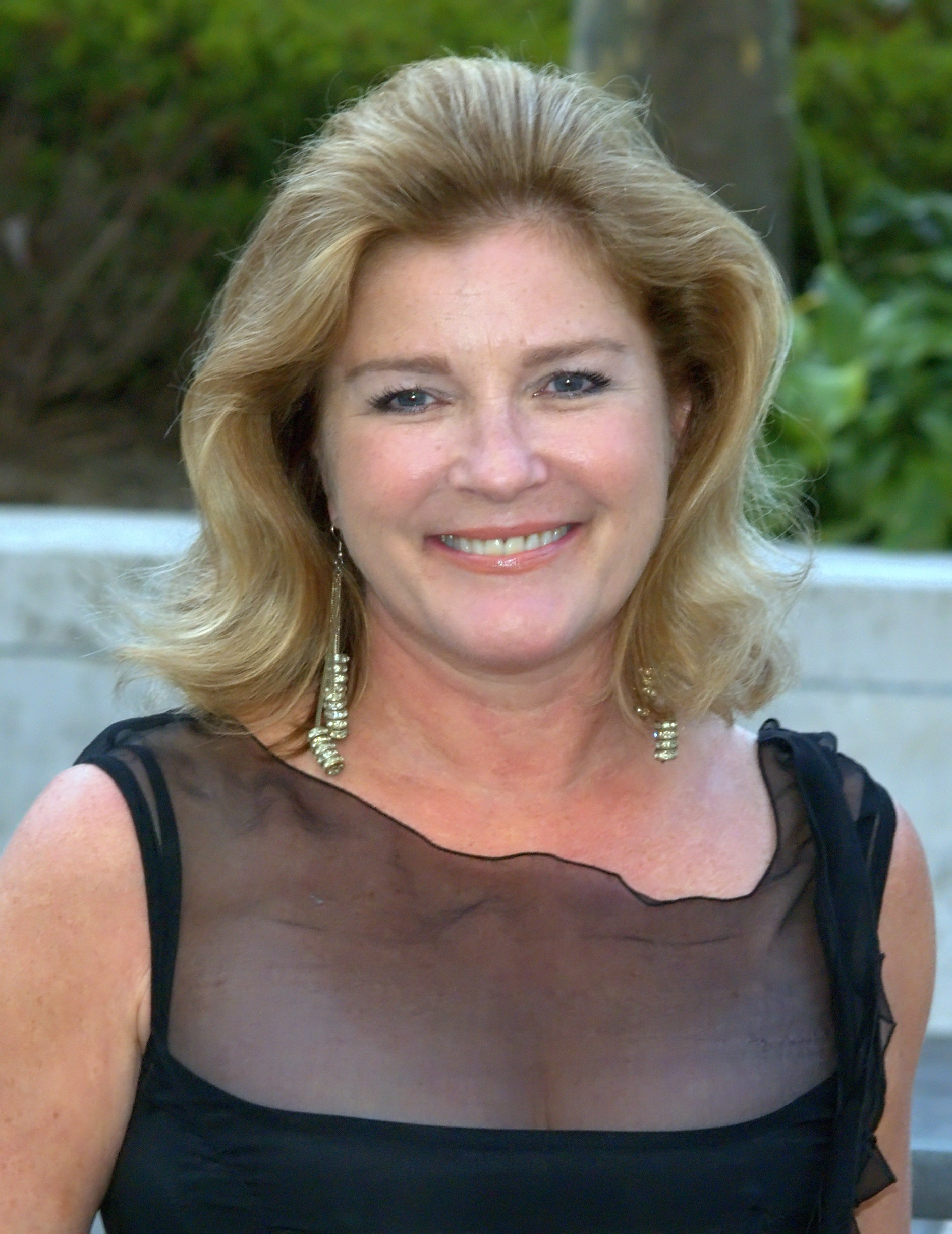
Kate Mulgrew 2009 bei der Saisoneröffnung der Metropolitan Opera in New York City

Katherine „Kate“ Kiernan Mulgrew (* 29. April 1955 in Dubuque, Iowa) ist eine US-amerikanische Schauspielerin. Mulgrew ist vor allem für ihre Darstellung in US-amerikanischen Fernsehserien bekannt. Ihre wohl bekannteste Rolle ist die der Kathryn Janeway, die sie sieben Jahre in der Serie Star Trek: Raumschiff Voyager verkörperte.

## Leben
Katherine Kiernan Mulgrew wurde 1955 als zweites Kind irisch-katholischer Einwanderer geboren. Kate wuchs mit insgesamt sieben Geschwistern in Dubuque auf. Mutter Joan, selbst Künstlerin, förderte die Ambitionen ihrer Tochter früh. Vater Thomas James Mulgrew war ein Bauunternehmer. Im Alter von 17 Jahren zog Mulgrew nach New York City, um an der New York University Schauspiel zu studieren.
Während ihrer Zeit bei Ryan’s Hope wurde Mulgrew schwanger und entschied sich, das Kind zur Adoption freizugeben. Eine Abtreibung kam für sie nie in Frage, so dass ihre Schwangerschaft in die Serie eingebaut wurde. Ihre Tochter wurde 1977 geboren, und 2001 fand das erste Treffen der beiden statt.
1982 heiratete Kate Mulgrew den Regisseur Robert H. Egan. Sie haben zwei Söhne. Nach zwölf Jahren trennte sich das Paar und wurde 1995 geschieden. In zweiter Ehe war die Schauspielerin ab 1999 mit dem demokratischen US-Politiker Tim Hagan (* 1946) verheiratet. Dieser brachte seine beiden Töchter mit in die Familie. Auch diese Ehe wurde geschieden.
Auf sozialem Gebiet engagiert sich Mulgrew als Sprecherin und Spendensammlerin für die Alzheimer’s Association, nachdem ihre Mutter Joan Mulgrew an Morbus Alzheimer erkrankte und am 27. Juli 2006 daran verstarb. Die Schauspielerin ist außerdem eine ausdrückliche und aktive Gegnerin der Abtreibung und der Todesstrafe.

## Karriere

### Anfänge
Bereits im Alter von 20 Jahren erhielt Kate Mulgrew eine tragende Rolle in der Fernsehserie Ryan’s Hope an der Seite von Michael Levin. Sie spielte Mary Ryan ab 1975, bis sie 1978 die Seifenoper auf eigenen Wunsch verließ. Danach hatte sie verschiedene kleine Rollen, unter anderem am Theater sowie in einer Folge der Fernsehserie Dallas. 1979 bekam sie eine eigene Serie: Mrs. Columbo, in der sie Kate Columbo spielte, die in der Serie Columbo oft erwähnte, aber nie gezeigte Ehefrau des gleichnamigen Inspektors. Die Serie lief nur zwei Jahre, Mulgrew wurde für ihre Darstellung jedoch für den Golden Globe Award nominiert. Es folgten Gastauftritte in erfolgreichen Serien wie Mord ist ihr Hobby oder Cheers. Daneben war Mulgrew ab den 1980er Jahren in Kinofilmen zu sehen, etwa in Remo – unbewaffnet und gefährlich, Schmeiß’ die Mama aus dem Zug! oder Danielle Steel’s: Väter. Von 1988 bis 1989 spielte sie erneut eine Hauptrolle in der Krankenhausserie Heartbeat – Herzschlag des Lebens.

### Star Trek: Raumschiff Voyager

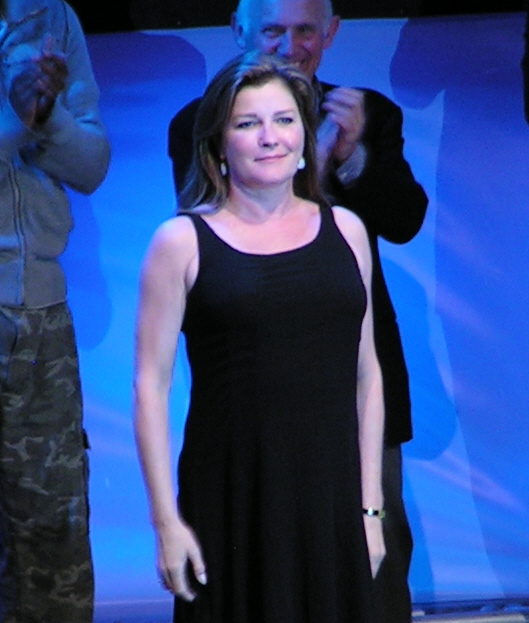
Kate Mulgrew auf der FedCon XVI in Bonn, 2007

Die Schauspielerin bewarb sich 1995 für die Rolle der Kathryn Janeway in der Science-Fiction-Serie Star Trek: Raumschiff Voyager auf Anraten ihres guten Freundes John de Lancie, der in den Star-Trek-Serien als „Q“ bekannt ist. Bei den Castings konnte sie sich jedoch nicht gegen die Filmschauspielerin Geneviève Bujold durchsetzen. Als Bujold das Set der Serie bereits wenige Tage nach Drehbeginn verließ, wurde die Hauptrolle in einem erneuten Casting mit Kate Mulgrew besetzt. Mulgrew spielte somit den ersten weiblichen Captain eines Raumschiffs, das in einer Star-Trek-Serie im Zentrum der Handlung steht, und trat in die Fußstapfen von William Shatner und Patrick Stewart.

### Nach Star Trek
Nach dem Ende von Star Trek: Raumschiff Voyager im Jahr 2001 begann Mulgrew erfolgreich, mit dem One-Woman-Theaterstück Tea at Five durch die USA zu touren. In Monologen stellt sie das Leben ihrer Figur, der Schauspielkollegin Katharine Hepburn, dar. Das Stück im Allgemeinen und Mulgrews Darstellung im Besonderen wurden in der US-Presse vielfach gelobt. Darüber hinaus spielt sie erfolgreich am Broadway. So stand sie in der Saison 2007 zusammen mit Daniel Radcliffe und Richard Griffiths in dem Stück Equus als Hesther Saloman auf der Bühne.
Von 2009 bis 2010 war Mulgrew in der nach einer Staffel abgesetzten Fernsehserie Mercy zu sehen. Des Weiteren spielte sie in dem 30-minütigen Film The Response von Adam Rodgers. Der Kurzfilm stand auf der Auswahlliste für die Oscarverleihung.

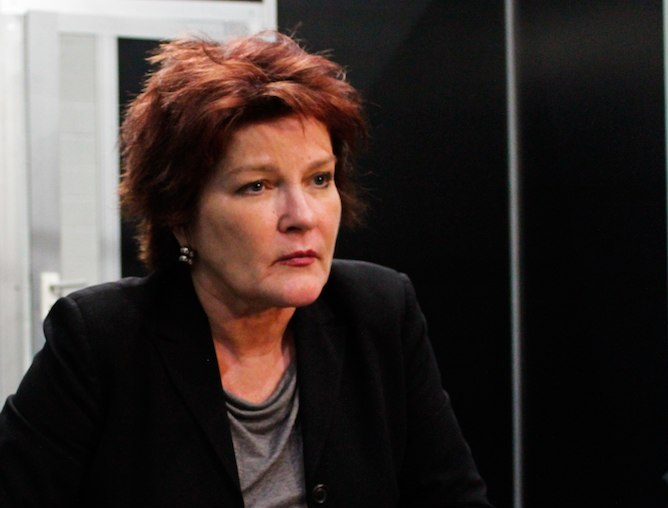
Kate Mulgrew in London, 2012

Für das 2009 erschienene Computerspiel Dragon Age: Origins wurde Kate Mulgrews Äußeres als Charakter Flemeth in das Spiel integriert. In der englischen Originalversion leiht Mulgrew ihrem virtuellen Alter-Ego auch ihre Stimme. Von 2011 bis 2013 spielte sie die Hauptrolle als einäugige Leiterin einer Antiterroreinheit in der Fernsehserie NTSF:SD:SUV::.
2013 übernahm Mulgrew die Rolle der Galina „Red“ Reznikov in der Netflix-Produktion Orange Is the New Black. Sowohl die Serie als auch Mulgrew erhielten hierfür Auszeichnungen bei den Critics’ Choice Television Awards 2014.
Im April 2015 veröffentlichte sie ihre Memoiren mit dem Titel Born with Teeth: A Memoir.
Seit 2021 spricht sie in der animierten Serie Star Trek: Prodigy die Figuren „Hologram-Janeway“ und Admiral Janeway.

## Filmografie (Auswahl)
- 1975: The Wide World of Mystery (Fernsehserie, Folge 4x06)
- 1975–1989: Ryan’s Hope (Fernsehserie, 408 Folgen)
- 1978: The Word (Miniserie, vier Folgen)
- 1978: Dallas (Fernsehserie, Folge 2x11)
- 1979–1980: Mrs. Columbo (Fernsehserie, 13 Folgen)
- 1980: A Time for Miracles (Fernsehfilm)
- 1981: Lovespell
- 1981: Die Manions aus Amerika (The Manions of America, Miniserie, drei Folgen)
- 1982: A Stranger is Watching
- 1985: Remo – unbewaffnet und gefährlich (Remo Williams: The Adventure Begins)
- 1986: Cheers (Fernsehserie, drei Folgen)
- 1987: Schmeiß’ die Mama aus dem Zug! (Throw Momma from the Train)
- 1987–1994: Mord ist ihr Hobby (Murder, She Wrote, Fernsehserie, drei Folgen)
- 1988: Roots – Das Geschenk der Freiheit (Roots: The Gift, Fernsehfilm)
- 1988–1989: Herzschlag des Lebens – Göttinnen in Weiß (Heartbeat, Fernsehserie, 18 Folgen)
- 1991: Danielle Steel’s: Väter (Daddy, Fernsehfilm)
- 1992: Round Numbers – Vier kriegen die Kurve (Round Numbers)
- 1993: Die Flammen des Krieges (For Love and Glory, Fernsehfilm)
- 1994: Ferien total verrückt (Camp Nowhere)
- 1995: The Bomber Boys (Captain Nuke and the Bomber Boys)
- 1995–2001: Star Trek: Raumschiff Voyager (Star Trek: Voyager, Fernsehserie, 172 Folgen)
- 1997: Trekkies (Dokumentation)
- 1998: Riddler’s Moon: Im Banne des Mondes (Riddler’s Moon, Fernsehfilm)
- 2002: Star Trek: Nemesis (Star Trek Nemesis)
- 2005: Perception
- 2006: Law & Order: Special Victims Unit (Fernsehserie, Folge 7x21)
- 2007: The Black Donnellys (Fernsehserie, neun Folgen)
- 2008: The Response (Kurzfilm)
- 2009–2010: Mercy (Fernsehserie, zehn Folgen)
- 2011–2013: Warehouse 13 (Fernsehserie, sechs Folgen)
- 2011–2013: NTSF:SD:SUV:: (Fernsehserie, 33 Folgen)
- 2012: Flatland 2: Sphereland
- 2013: Drawing Home
- 2013–2019: Orange Is the New Black (Fernsehserie, 84 Folgen)
- 2014: The Principle
- 2015: American Dad (Fernsehserie, Folge 10x10, Stimme)
- 2015: I Live with Models (Fernsehprogramm, Folge 1x06)
- 2017: Stretch Armstrong und die Flex Fighters (Stretch Armstrong & the Flex Fighters, Fernsehserie, 15 Folgen, Stimme)
- 2019: Mr. Mercedes (Fernsehserie, neun Folgen)
- 2019–2021: Infinity Train (Fernsehserie, neun Folgen, Stimme)
- 2021: The Magnificent Meyersons
- 2021–2024: Star Trek: Prodigy (Fernsehserie, 39 Folgen, Stimme)
- 2022: The First Lady (Fernsehserie, vier Folgen)
- 2022: The Man Who Fell to Earth (Fernsehserie, sieben Folgen)
- 2022–2023: Star Trek: Discovery Logs (Star Trek Logs, Fernsehserie, neun Folgen, Stimme)

## Auszeichnungen
Primetime Emmy Award
- 2014: Nominierung als Beste Nebendarstellerin in einer Dramaserie für Orange Is the New Black

Golden Globe Award
- 1980: Nominierung als Beste Serien-Hauptdarstellerin – Drama für Mrs. Columbo

Screen Actors Guild Award
- 2015: Auszeichnung als Bestes Schauspielensemble in einer Comedyserie für Orange Is the New Black
- 2016: Auszeichnung als Bestes Schauspielensemble in einer Comedyserie für Orange Is the New Black
- 2017: Auszeichnung als Bestes Schauspielensemble in einer Comedyserie für Orange Is the New Black
- 2018: Nominierung als Bestes Schauspielensemble in einer Comedyserie für Orange Is the New Black

Critics’ Choice Television Award
- 2014: Auszeichnung als Beste Nebendarstellerin in einer Comedyserie für Orange Is the New Black

Saturn Award
- 1998: Auszeichnung als Beste TV-Hauptdarstellerin für Star Trek: Raumschiff Voyager
- 1999: Nominierung als Beste TV-Hauptdarstellerin für Star Trek: Raumschiff Voyager
- 2000: Nominierung als Beste TV-Hauptdarstellerin für Star Trek: Raumschiff Voyager
- 2001: Nominierung als Beste TV-Hauptdarstellerin für Star Trek: Raumschiff Voyager

## Werke
- Kate Mulgrew: Born With Teeth: A Memoir. Little, Brown and Company, Boston 2015, ISBN 978-0-316-33431-0 (englisch).
- Kate Mulgrew: How To Forget: A Daughter’s Memoir. William Morrow, New York 2019, ISBN 978-0-06-284681-5 (englisch).